# Kanton Pontarlier
Pontarlier is een kanton van het Franse departement Doubs. Het kanton maakt deel uit van het arrondissement Pontarlier.

## Gemeenten
Het kanton Pontarlier omvatte tot 2014 de volgende 24 gemeenten:
- Bannans
- Bouverans
- Chaffois
- La Cluse-et-Mijoux
- Dommartin
- Doubs
- Les Fourgs
- Granges-Narboz
- Les Grangettes
- Les Hôpitaux-Neufs
- Les Hôpitaux-Vieux
- Houtaud
- Malbuisson
- Malpas
- Montperreux
- Oye-et-Pallet
- La Planée
- Pontarlier (hoofdplaats)
- La Rivière-Drugeon
- Sainte-Colombe
- Saint-Point-Lac
- Touillon-et-Loutelet
- Verrières-de-Joux
- Vuillecin

Bij de herindeling van de kantons door het decreet van 25 februari 2014, met uitwerking op 22 maart 2015, werd het kanton gereduceerd tot volgende 10 gemeenten:
- Chaffois
- La Cluse-et-Mijoux
- Dommartin
- Doubs
- Granges-Narboz
- Les Grangettes
- Houtaud
- Sainte-Colombe
- Verrières-de-Joux
- Vuillecin